# Carien Kleibeuker
Carien Kleibeuker (Rotterdam, 12 marzo 1978) è una pattinatrice di velocità su ghiaccio olandese, specialista delle lunghe distanze.

## Palmarès

### Olimpiadi
- 1 medaglia:
  - 1 bronzo (5000 m a Soči 2014).